# Mysidella incisa
Mysidella incisa är en kräftdjursart som beskrevs av Wang 1998. Mysidella incisa ingår i släktet Mysidella och familjen Mysidae. Inga underarter finns listade i Catalogue of Life.